# Scopula idearia
Scopula idearia là một loài bướm đêm trong họ Geometridae.